# Métro (c'est trop)
Singles de Téléphone
Anna
(1978)
Singles de Téléphone
Anna
(1978) La Bombe humaine
(1979)
Pistes de Téléphone
Hygiaphone Prends ce que tu veux
 (novembre 2011).
Métro (c'est trop) est une chanson composée par le groupe Téléphone, sortie en 1977 dans l'album Téléphone et chantée par Jean-Louis Aubert.
Ce titre, avec Hygiaphone, a d'abord été enregistré en public à Paris au Bus Palladium le 8 juin 1977 pour leur premier 45 tours auto-produit vendu à la sortie des premiers concerts du groupe. Jean-Louis Aubert a écrit la chanson alors qu'il travaillait à la SNCF.
Cette chanson est un classique du répertoire du groupe et est interprétée de nombreuses fois à leurs concerts ainsi qu'à ceux de Jean-Louis Aubert en solo, ce dernier l'ayant écrite.

## Reprises
- Les Bidochons rebaptisés Les Bidophones ont parodié cette chanson renommée Les gros (c'est gros) en 1997 sur l'album Cache ton machin